# Atiles
Atiles es una pequeña localidad del Departamento General Juan Facundo Quiroga de la provincia de La Rioja, Argentina.

## Características generales
Se ubica a unos 9 km al noroeste de la localidad de Malanzán cabecera del departamento, sobre el lateral de la ruta provincial N° 29, aproximadamente en la ubicación 30°45′23″S 66°40′04″O / -30.75639, -66.66778.
El nombre de la localidad deriva supuestamente de la expresión quechua que significa "vano agüero o pronóstico malo".
Esta pequeña localidad cuenta con un centro de atención primaria en salud y una escuela de nivel inicial.
En el último censo de población efectuado en el año 2010, la población se tipificó como "rural dispersa".
Atiles es la localidad donde nació Rosario Vera Peñaloza, reconocida por su destacada labor docente. La escuela del lugar es conocida como "Escuela Maestra de la Patria" en su honor.
 En el año 1969, Mercedes Sosa junto a Ariel Ramírez y Félix Luna incluyeron la canción "Rosarito Vera, Maestra" en el álbum "Mujeres Argentinas", como un modo honrar su memoria y destacar la importancia de su trabajo.
En cercanías de Atiles tuvo lugar uno de los últimos enfrentamientos entre las fuerzas federales lideradas por Ángel Vicente Peñaloza y las fuerzas unitarias al mando del coronel Ignacio Rivas, con anterioridad al acuerdo de paz firmado en el Tratado de La Banderita.

## Puntos de interés
- Los morteros de Atiles: En una parcela de aproximadamente dos hectáreas ubicada a la vera de la ruta provincial N° 29, se encuentra una superficie plana de arenisca compacta en la cual se conservan más de 150 morteros cuyo origen se relaciona con la población olongasta que antiguamente habitaba la región.

- Casa de Rosario Vera Peñaloza: Ubicada prácticamente a la vera de la ruta provincial N° 29, se trata de una construcción austera de adobe, con techo de paja. Es monumento provincial por decreto 2357/80.[6]

- Algarrobo histórico: Declarado de interés Provincial Decreto N° 2357/80, se estima que este ejemplar tiene más de 400 años de antigüedad. Una creencia local afirma que este algarrobo fue utilizado por los indios para dar muerte al sacerdote Antonio Torino, de la orden Mercedaria, que tenía a su cargo una encomienda o reducción, en el marco de las guerras calchaquíes.[2]

- Iglesia de San Nicolás: Se trata de una construcción modesta, relativamente reciente, que conserva imágenes de una antigua capilla de la que permanecen algunas ruinas en cercanías de la plaza de la localidad. Según los pobladores del lugar, en algún punto próximo a la antigua descansarían los restos de Victoria Romero, y presumiblemente de su esposo, el caudillo Ángel Vicente Peñaloza.[6]